# 摩洛哥的皇城
摩洛哥皇城（阿拉伯语：‎）、是指摩洛哥的四個歷史首都：非斯、馬拉喀什、拉巴特和梅克內斯，其中拉巴特現今仍為摩洛哥首都。四大皇城在摩洛哥的歷史上扮演重要的角色，並且均被列入世界遺產。

## 四大皇城
| 名稱     | 圖片 | 建立者                     | 建立年分 | 別名     |
| -------- | ---- | -------------------------- | -------- | -------- |
| 非斯     |      | 伊德里斯王朝 伊德里斯一世  | 789年    | 藍色皇城 |
| 馬拉喀什 |      | 穆拉比特王朝 塔什芬大帝    | 1062年   | 紅色皇城 |
| 拉巴特   |      | 穆瓦希德王朝 阿卜杜勒·慕敏 | 1150年   | 白色皇城 |
| 梅克內斯 |      | 阿拉维王朝 穆萊·伊斯梅爾   | 1672年   | 黑色皇城 |

## 外部連結
- 《紅白黑藍四大皇城，你見過摩洛哥色彩斑斕的樣子嗎？》-Yalla Morocco （页面存档备份，存于）